# SS Moyie
Le SS Moyie était le nom d'un bateau à roues à aubes arrière qui a travaillé sur le lac Kootenay en Colombie-Britannique de 1898 à 1957. Il est maintenant lieu historique national du Canada exposé dans la ville de Kaslo (en) qui l'avait acheté et restauré. Aujourd'hui il est le plus ancien bateau à aubes de passagers intact au monde.
Une réplique du Moyie circule actuellement dans Heritage Park Historical Village (en) à Calgary dans l'Alberta. Il effectue des courses saisonnières dans le Glenmore Reservoir (en) (rivière Elbow).

## Historique
Le Moyie a été construit en sections préfabriquées à Toronto, en Ontario, et était à l'origine destiné à être desservi sur la rivière Stikine dans le cadre d'une voie maritime et ferroviaire vers les champs aurifères pendant la ruée vers l'or du Klondike. Cependant, lorsque le projet a échoué faute de chemin de fer, le Moyie et son navire jumeau, le Minto ont été mis en service sur les lacs Arrow et lac Kootenay dans les Kootenays du sud de la Colombie-Britannique.

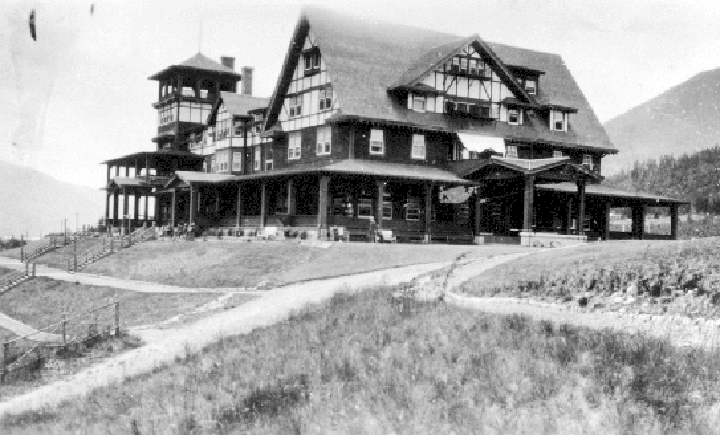
Hôtel CPR à Balfour

En tant que principal navire sur le lac Kootenay, il a été surnommé le Crow Boat et a été la reine du lac pendant le début des années 1900, lorsque la population des Kootenay augmentait et que la demande de services de passagers et de marchandises augmentait. Au cours de cette période, le Moyie a été rejoint par de nombreux autres bateaux à aubes grandes et luxueuses, dont le CPR Kuskanook, qui est arrivé en 1906 et le Bonnington, lancé en 1911. Le plan du CPR pour développer la région en un centre touristique majeur et le chemin de fer a également construit un grand hôtel de villégiature dans la ville de Balfour. Cependant, l'apparition de la Première Guerre mondiale a mis fin à bon nombre des grands rêves du CPR et un par un, les autres bateaux à aubes ont été retirés de la route et l'hôtel de Balfour a été fermé.

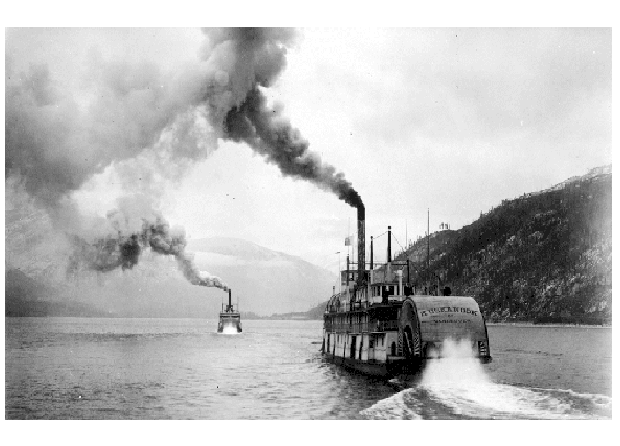
Moyie et Kuskanook sur le lac Kootenay en 1908

Après la guerre, le Moyie est resté en service presque constant, continuant comme navire de secours, remorquant des barges et transportant des fournitures telles que le bois ou le charbon. Il était également utilisé pour des excursions d'agrément, et pendant des vacances comme la fête de la Reine, on pouvait le voir sur le lac transportant 200 passagers.
Au cours des années 40 suivantes, sa navigation et son objectif ont très peu changé (dans les années 1930, le CPR avait retiré ses autres navires et il a continué seul, accompagné uniquement de son navire de relève, le Granthall. Sur les lacs Arrow, son navire jumeau, le Minto jouissait d'une carrière tout aussi longue et prestigieuse, allant jusqu'au 24 avril 1954.

### Préservation
Le dernier voyage du Moyie date du 27 avril 1957. Dans la ville de Kaslo, bien que n'étant plus la ville en plein essor qu'elle était autrefois, les 700 habitants ont décidé qu'ils voulaient offrir la dernière demeure de Moyie. Le Canadien Pacifique a accepté le plan et l'a vendu à la ville pour 1 $ CAN. La Société historique du lac Kootenay a été formée et 15 000 $ ont été recueillis pour financer la phase initiale de sa restauration.
Aujourd'hui, le SS Moyie a retrouvé son état de fonctionnement d'origine et est assis sur une plateforme en béton à Kaslo. En tant que dernier bateau à passagers à roue arrière survivant de son époque, il a été désigné lieu historique national du Canada sous le numéro 12748 au Répertoire canadien des lieux patrimoniaux, et le navire musée reçoit des milliers de visiteurs chaque année et est devenu un lieu historique national et est un point de repère bien connu de la Colombie-Britannique.

## Galerie

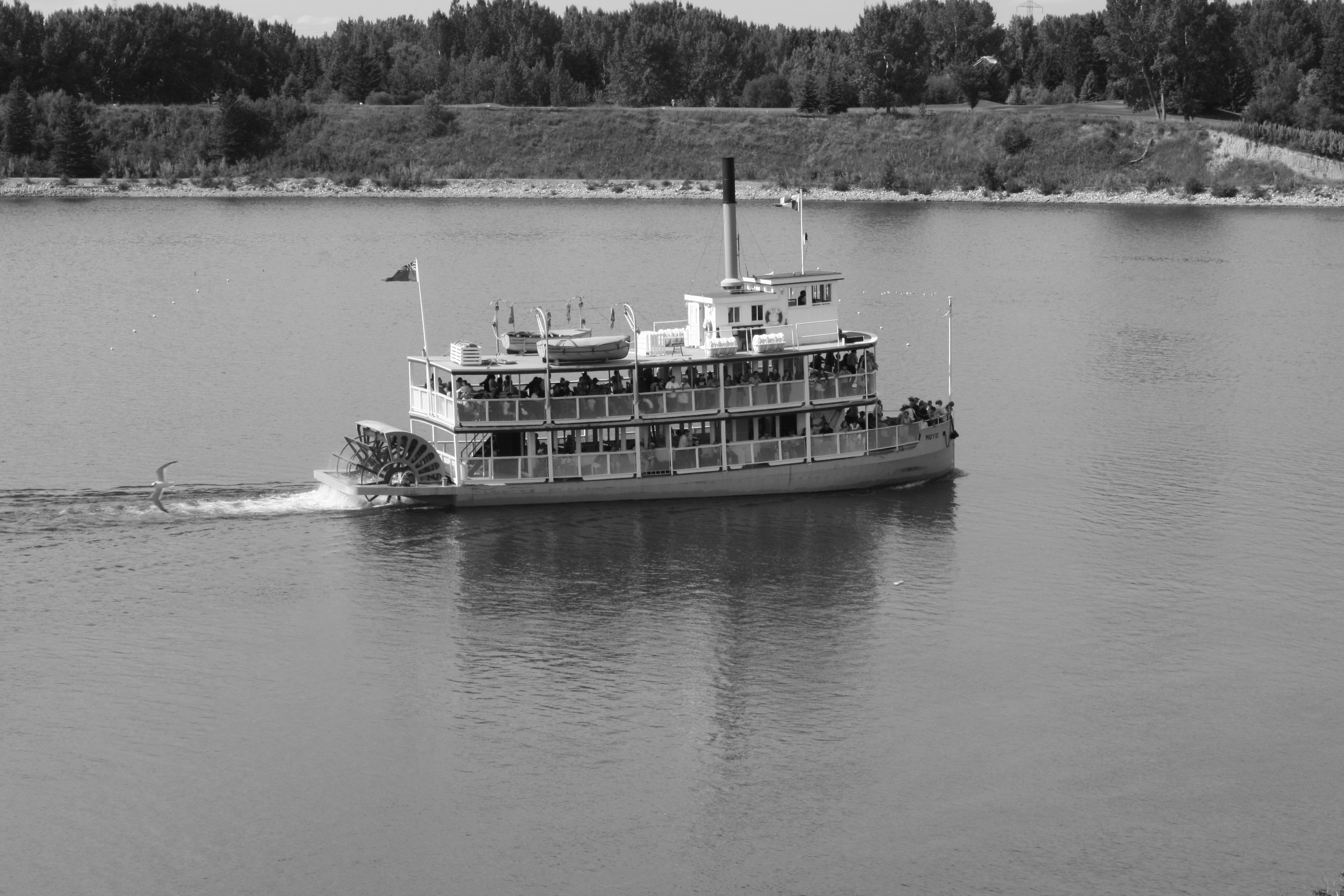
SS Moyie sur Glenmore Reservoir
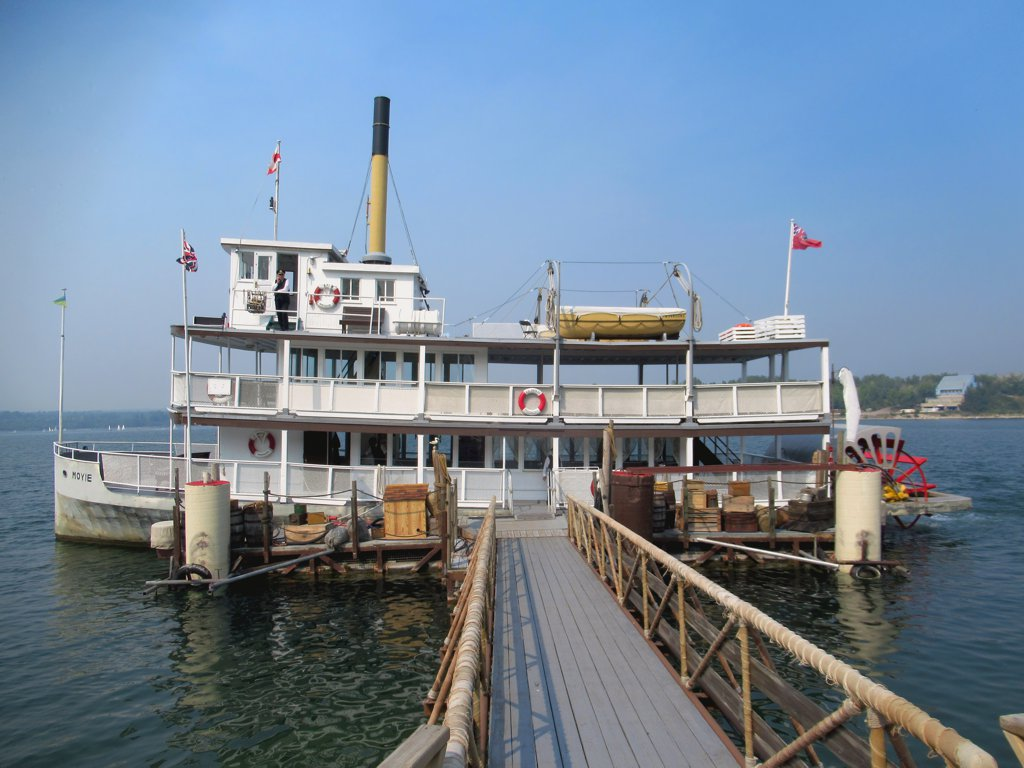
SS Moyie sur Glenmore Reservoir
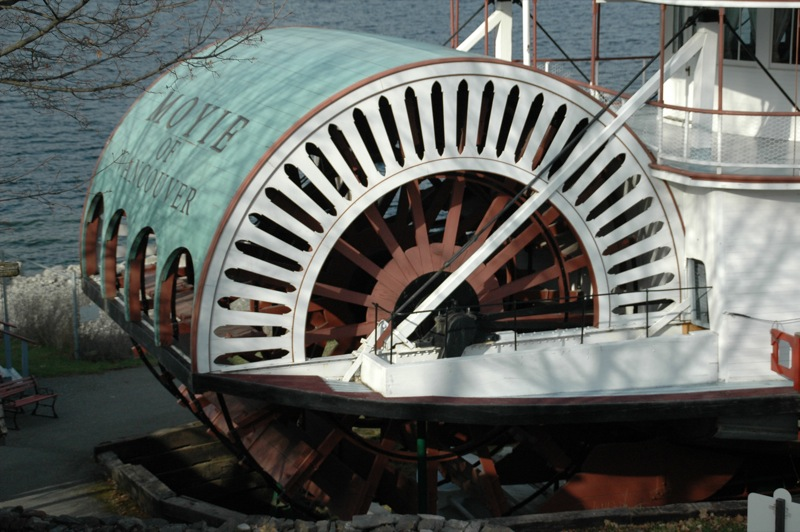
La roue à aubes arrière